# Mosquée de Potok (Banja Luka)
Pour les articles homonymes, voir Mosquée de Potok.
La mosquée de Potok (en bosnien : Potočka džamija) est une mosquée située à Banja Luka, l'actuelle capitale de la république serbe de Bosnie en Bosnie-Herzégovine. La mosquée de Potok est également connue sous le nom de mosquée de Hadži Perviz ou de nouvelle mosquée. Elle doit son nom au ruisseau (potok) qui coule à proximité. Construite en 1630, elle est inscrite sur la liste des monuments nationaux de Bosnie-Herzégovine.
Détruite en 1993 lors de la guerre de Bosnie-Herzégovine, elle est actuellement en reconstruction.

## Localisation
La mosquée de Potok est située dans le quartier et la communauté locale de Mejdan (aujourd'hui Obilićevo), sur la rive droite de la rivière Vrbas. Elle se trouve rue Patrijarha A. Čarnojevića, à l'angle des rues M. Karabegovića et F. Dedića.

## Histoire
La mosquée de Potok est une fondation de Hadži Perviz, un dignitaire ottoman sans doute originaire de Banja Luka. Elle a été construite avant le 10 mai 1630 dans le quartier de la Mala čaršija. L'acte de fondation précise que Hadži Perviz fit également construire sept boutiques destinées à l'entretien et au fonctionnement de la mosquée, dont une boulangerie dotée d'un capital de 3 600 akçes, un lieu pour prendre les repas, une fabrique de chandelles ; on y trouvait aussi un étameur, un barbier et un épicier. En 1635, il y adjoignit quatre échoppes supplémentaires.
En 1993, lors de la guerre de Bosnie-Herzégovine, la mosquée fut incendiée et gravement endommagée. Elle est actuellement en cours de reconstruction.

## Architecture
La mosquée de Potok était la plus petite mosquée de Banja Luka. Elle est caractéristique des mosquées à espace unique avec un minaret en bois.